# Июньские Боотиды
Июньские Боотиды — метеорный поток, наблюдаемый каждый год в период с 26 июня по 2 июля, когда Земля проходит сквозь орбиту короткопериодической кометы Понса-Виннеке. Название потока происходит от латинского названия созвездия Волопаса (лат. Boötes), в котором находится его радиант. Чаще всего активность июньских Боотид очень низкая. Зенитное часовое число редко превышает 1 или 2. Но, тем не менее, иногда наблюдаются и всплески активности. Такой всплеск по сути и привёл в 1916 году к открытию данного метеорного потока. Последний сильный всплеск активности июньских Боотид имел место в 1998 году. Тогда за час можно было увидеть порядка 100 метеоров потока. Значительная активность (ZHR = 20-50) наблюдалась также в 2004 году.